# Precious
Precious były brytyjskim girlsbandem powstałym w 1999 roku w skład którego wchodziły Jenny Frost, Sophie McDonnell, Anya Lahiri, Kalli Clark - Sternberg oraz Louise Rose. Zespół został stworzony w celu wzięcia udziału w konkursie Eurowizji w 1999 roku. Grupa zajęła 12 miejsce z piosenką Say It Again. Pod koniec 2000 z powodu klęski 3 ostatnich singli oraz debiutanckiego albumu zespół został rozwiązany. Trzy członkinie grupy zdobyły sławę: Jenny Frost została przyjęta do zespołu Atomic Kitten, Sophie McDonnell została prezenterką BBC, zaś Anya Lahiri rozpoczyna karierę aktorską.

## Dyskografia

### Albumy
- 2000 Precious - UK # 198

### Single
- 1999 Say It Again - UK # 6
- 2000 Rewind - UK # 11
- 2000 It's Gonna Be My Way - UK # 27
- 2000 New Beginning - UK # 50